# 法然寺 (京都市)
法然寺（ほうねんじ）は、京都市右京区嵯峨天竜寺立石町にある、浄土宗の寺院。 法然上人二十五霊跡第19番札所（熊谷入道護持の御影）。

## 歴史
蓮生（熊谷直実）が関東に帰る時、法然の姿を拝したいと御影を懇願した。法然は自作の木像を与えた。蓮生は故郷の熊谷（くまがい）に帰り、熊谷寺（ゆうこくじ）を建立した。その後蓮生は京都に戻り、建久8年（1197年）5月、錦小路東洞院西の父貞直の旧地に法然を開山と仰ぎ、御影を安置して法然寺を建立した。
正安年間（1299年 - 1302年）に後伏見天皇が病気のとき、夢枕に法然が立ち、念仏をすれば病は平癒すると言ったので、そのとおりにすると、病気は治った。帝は当寺の法然像を見つけ、御所に召された。その時「極楽殿」の勅額を賜った。正親町天皇からは「熊谷山」の勅額も賜っている。その後天正19年（1591年）豊臣秀吉により、寺町仏光寺に移転。昭和36年（1961年）に現在地に移転した。

## 寺宝
- 法然上人尊像（蓮生護持）
- 蓮生上人尊像
- 平敦盛像
- 熊谷次郎直実の鎧で作ったという灯篭
- 法然の肉牙の舎利
- 後伏見天皇勅額
- 正親町天皇勅額

## 墓所
- 法然上人御廟